# Brăești (Iași)
Brăești is een Roemeense gemeente in het district Iași.
Brăești telt 3210 inwoners.